# Nedre Kvarnsjön (Finnerödja socken, Västergötland)
Nedre Kvarnsjön är en sjö i Laxå kommun i Västergötland och ingår i Göta älvs huvudavrinningsområde.